# Lysimachia siamensis
Lysimachia siamensis là một loài thực vật có hoa trong họ Anh thảo. Loài này được Bonati mô tả khoa học đầu tiên năm 1913.